# Kaspar Schlick
Kaspar Schlick (Eger, 1396 – Vienna, 19 luglio 1449) è stato un diplomatico tedesco.
Conte di Passaun e Weißkirchen, fu cancelliere del Sacro Romano Impero; fu il primo storico laico e di origine borghese. Il vescovo di Freising Heinrich II. Schlick era suo fratello.

## Biografia
Kaspar Schlick era figlio del commerciante e consigliere Heinrich Schlick. Nato ad Eger, frequentò l'università di Lipsia, entrando poi al servizio del re di Boemia Sigismondo. Dal 1415 al 1417 accompagnò il re nei suoi viaggi in Spagna, Francia e Inghilterra. Nel 1416 fu nominato impiegato, nel 1426 segretario reale, l'anno dopo protonotaio, nel 1429 vicecancelliere reale e nel 1433 il Cancelliere dell'Imperatore Sigismondo. Nel complesso, fu Cancelliere dal 1433 al 1437 sotto l'imperatore Sigismondo e poi sotto il re Alberto II d'Asburgo e Federico III d'Asburgo, per tutta la durata delle loro reggenze. Nel 1435 lui e suo fratello Matthäus ricevettero in dono da Sigismondo la città di Falkenau. In quanto influente politico dell'imperatore, partecipò a diverse campagne contro l'Impero ottomano e gli Hussiti, negoziando a nome del re in Prussia, Polonia e Lituania. Accompagnò Sigismondo al Consiglio di Basilea e prese parte alla sua incoronazione imperiale a Roma. Nella sua posizione, agì come un negoziatore con il Papa.
Anche sotto Alberto II, che sostenne nell'attuazione della successione reale in Boemia, Schlick rimase in carica, nonostante l'opposizione interna.
Schlick era nel 1442 nel consiglio reale di Federico III, sebbene la sua influenza diminuì nel tempo poiché le sue idee non coincidevano sempre con quelle del re. Sostenne suo fratello minore Heinrich per essere nominato vescovo di Frisinga, carica che quello non riuscì a raggiungere. 
Nel 1449 si ritirò, ma prese parte al successore reale del re Ladislao il Postumo, per conto del quale aveva negoziato a Milano nel 1447.
Oltre alla politica, Schlick era anche interessato all'arte e alla scienza, incoraggiando artisti e scienziati di talento come Enea Silvio Piccolomini.
Schlick sposò nel 1444 Agnes, una figlia del duca di Oels Corrado V Kantner. Per i suoi servizi, ricevette delle terre in Egerland e nell'allora ungherese Weißkirchen (Holíč, ora Slovacchia). Nel 1422 divenne barone di Weißkirchen, nel 1437 conte di Passaun ( Bassano, nel nord Italia) e nel 1438 conte di Passaun e Weißkirchen.

## Opere su Kaspar Schlick
- Heinrich Gradl: Zur Herkunft der Schlicke, (Mitteilungen des Vereins für Geschichte der Deutschen in Böhmen 20, 1882)
- Max Dvořák: Die Fälschungen des Reichskanzlers Kaspar Schlick. (MIÖG 22, 1901)
- Alfred Pennrich: Die Urkundenfälschungen des Reichskanzlers Kaspar Schlick nebst Beiträgen zu seinem Leben. 1901
- Otto Hufnagel: Caspar Schlicks letztes Hervortreten in der Politik nebst einem kritischen Beitrag zu dem Fälschungsproblem. (Diss. Leipzig), 1910
- Otto Hufnagel: Caspar Schlick als Kanzler Friedrichs III. (MIÖG Erg.Bd. 8, 1911)
- Rudolf Schreiber: Die Elbogner Urbare der Grafen von Schlick. (Sudetendeutsches Historisches Archiv, 1934)
- Artur Zechel: Studien über Kaspar Schlick Anfänge/Erstes Kanzleramt/Fälschungsfrage. Ein Beitrag zur Geschichte und Diplomatik des 15. Jahrhunderts. In: Quellen und Forschungen aus dem Gebiet der Geschichte 15. 1939
- Paul-Joachim Heinig: War Kaspar Schlick ein Fälscher? In: Fälschungen im Mittelalter, Teil III: Diplomatische Fälschungen (I). 1988